# دايفيد دانييلز (مدرب كرة سلة)
دايفيد دانييلز (بالفرنسية: David Daniels)‏ (و. 1971  م) هو مدرب كرة سلة كندي، ولد في فورت سانت جون، كولومبيا البريطانية، شارك في الألعاب الأولمبية الصيفية 2000، مركز لعبه هو هجوم خلفي.

## التعليم
تعلم في جامعة كولورادو المسيحية.

## روابط خارجية
- دايفيد دانييلز على موقع الاتحاد الدولي لكرة السلة (الإنجليزية)
- دايفيد دانييلز على موقع كرة السلة الأوروبية.كوم (الإنجليزية)
- دايفيد دانييلز على موقع ريلجم (الإنجليزية)
- دايفيد دانييلز على موقع بروبوليرز (الإنجليزية)
- دايفيد دانييلز على موقع سبورتس رفرنس (الإنجليزية)
- دايفيد دانييلز على موقع أوليمبيديا (الإنجليزية)